# Hysterocarpus traskii
Hysterocarpus traskii är en fiskart som beskrevs av Gibbons, 1854. Hysterocarpus traskii ingår i släktet Hysterocarpus och familjen Embiotocidae.

## Underarter
Arten delas in i följande underarter:
- H. t. pomo
- H. t. traskii